# Maesa welwitschii
Maesa welwitschii är en viveväxtart som beskrevs av Ernest Friedrich Gilg. Maesa welwitschii ingår i släktet Maesa och familjen viveväxter. Inga underarter finns listade i Catalogue of Life.